# Associação Atlética Cassimiro de Abreu
Associação Atlética Cassimiro de Abreu, mais conhecida simplesmente como Cassimiro de Abreu, é um clube de futebol situado em Montes Claros, no estado de Minas Gerais.

## História
Fundado em 28 de maio de 1948, o Cassimiro de Abreu disputou competições oficiais nas décadas de 1970 e 1980. No, entanto, abandonou o futebol profissional e passou a disputar apenas torneios amadores.
Em 2012, o clube planeja disputar o Campeonato Mineiro de Juniores.
Na sua maior goleada em campeonatos amadores da cidade, aplicou 21 a 3 na equipe do Coroinha, com 13 gols de Castelo, 4 de Hilsomar,2 de Luzão e 2 de Tinim.

## Estádio
Seu estádio é o José Maria de Melo, cuja capacidade é de 5.000 lugares.
O Cassimiro de Abreu emprestou seu estádio para que o Montes Claros Futebol Clube pudesse disputar competições oficiais na década de 1990, incluindo o Campeonato Mineiro e a Série C do Campeonato Brasileiro. Este clube se retirou do profissionalismo (voltando posteriormente em 2012) e, no entanto, o José Maria de Melo voltou a ser emprestado a uma equipe profissional da cidade com a fundação do Funorte Esporte Clube. 
Em 2012, o Cassimiro de Abreu atrasou a liberação do uso de seu estádio pelo Funorte, alegando reformas no gramado e levando o Funorte a mandar sua primeira partida do Módulo II 2012 na cidade de Patos de Minas. 